# Solenopsis abdita
Solenopsis abdita är en myrart som beskrevs av Thompson 1989. Solenopsis abdita ingår i släktet eldmyror, och familjen myror. Inga underarter finns listade i Catalogue of Life.

## Bildgalleri

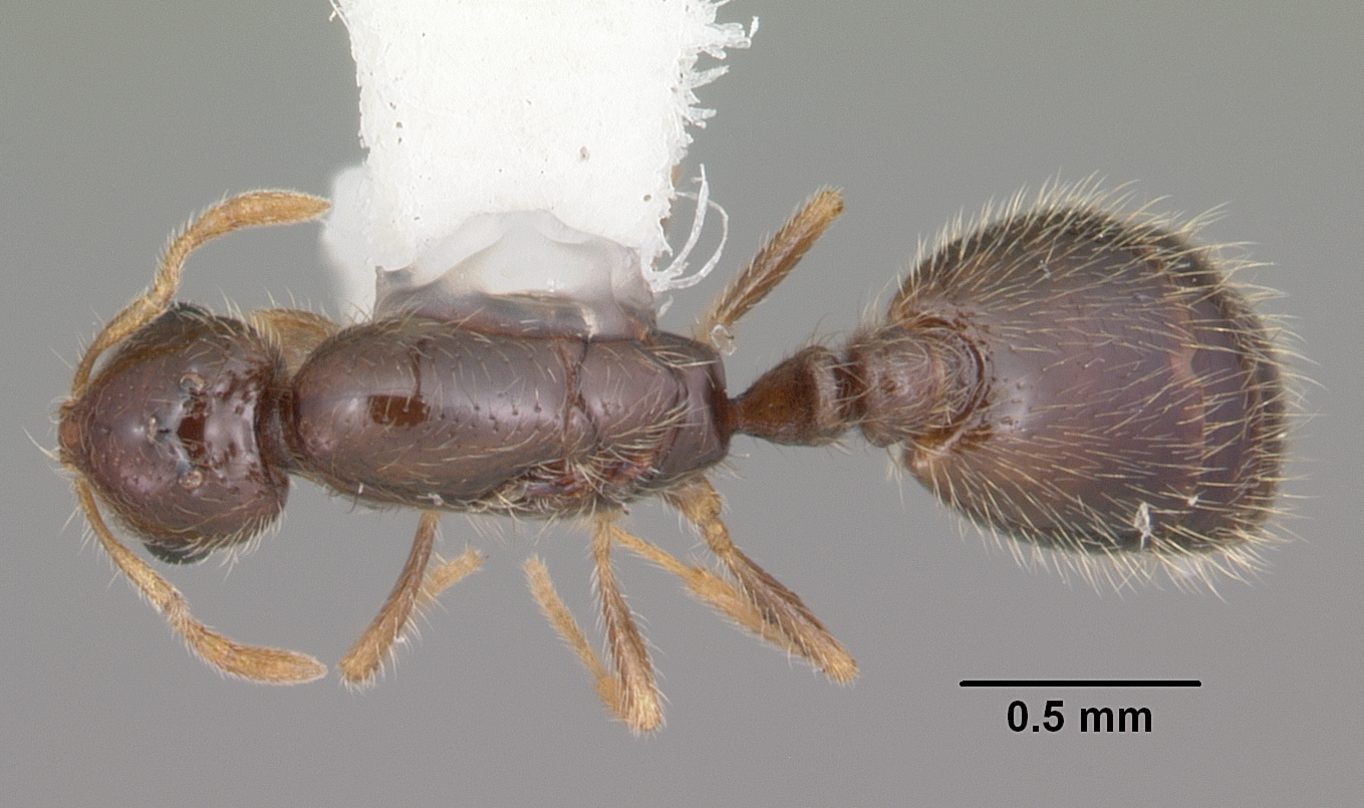
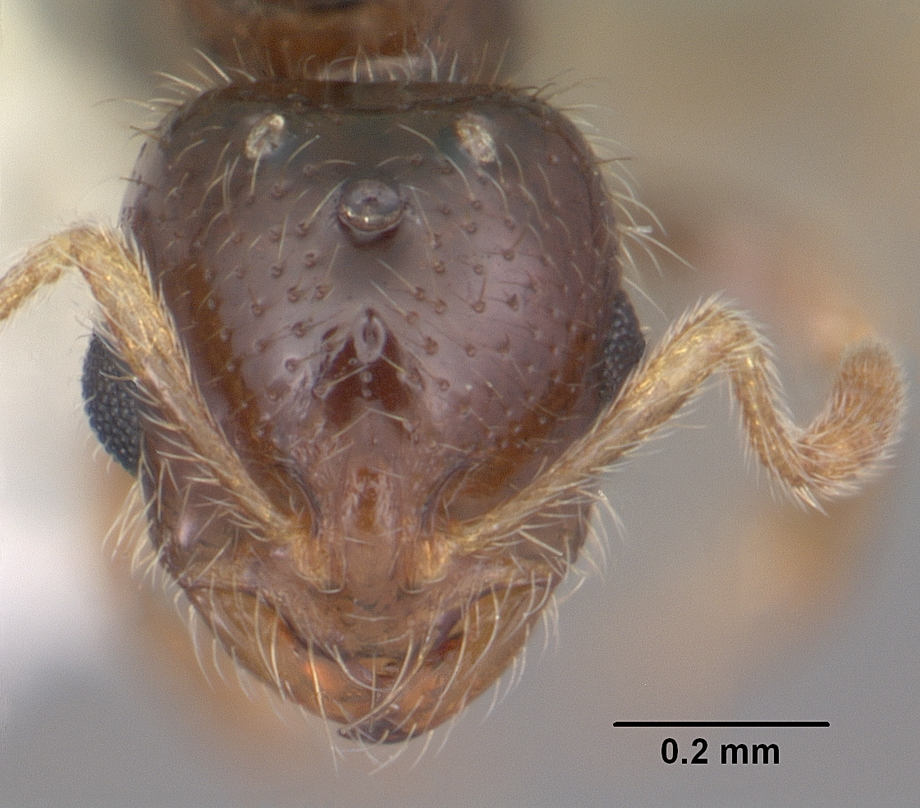
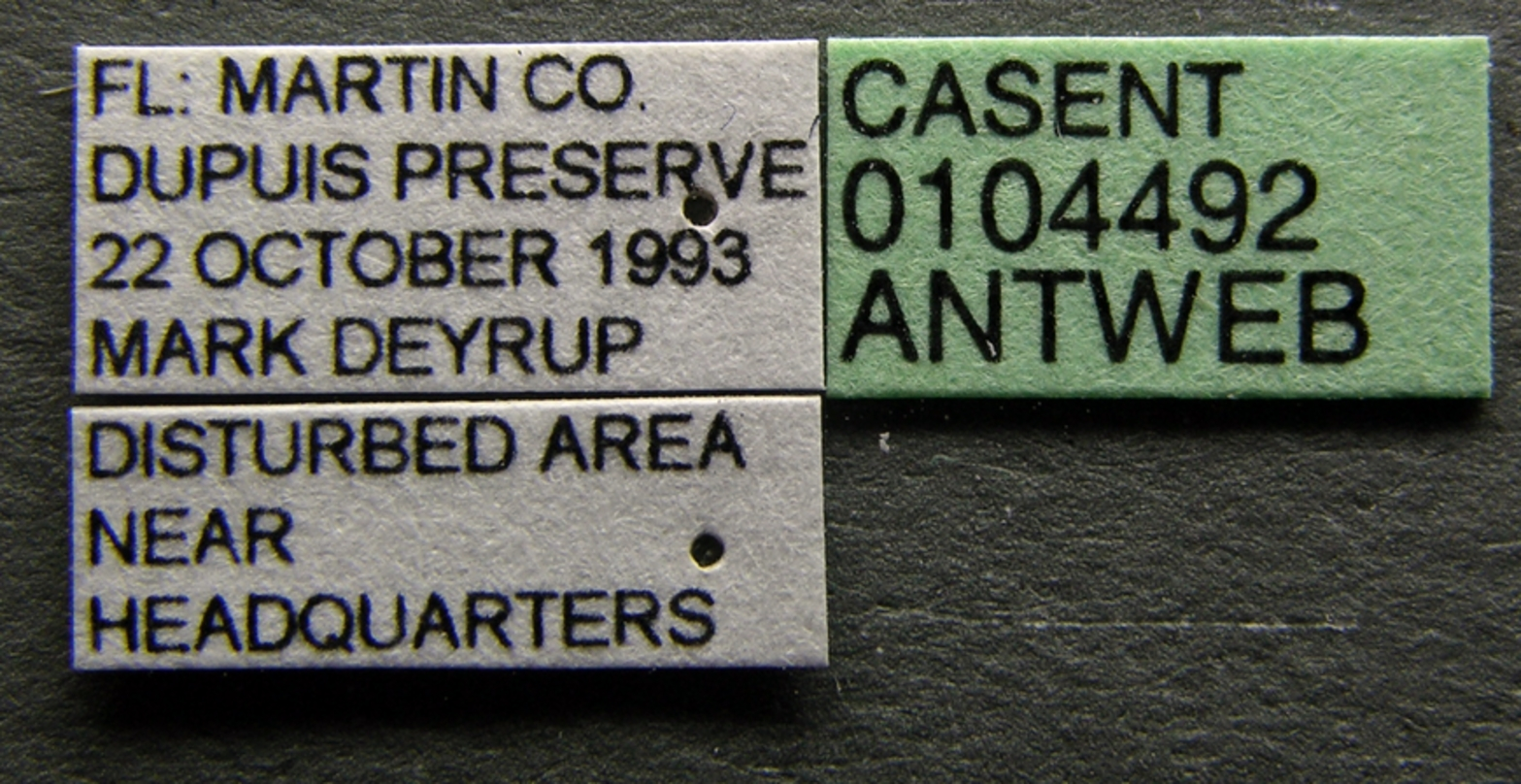
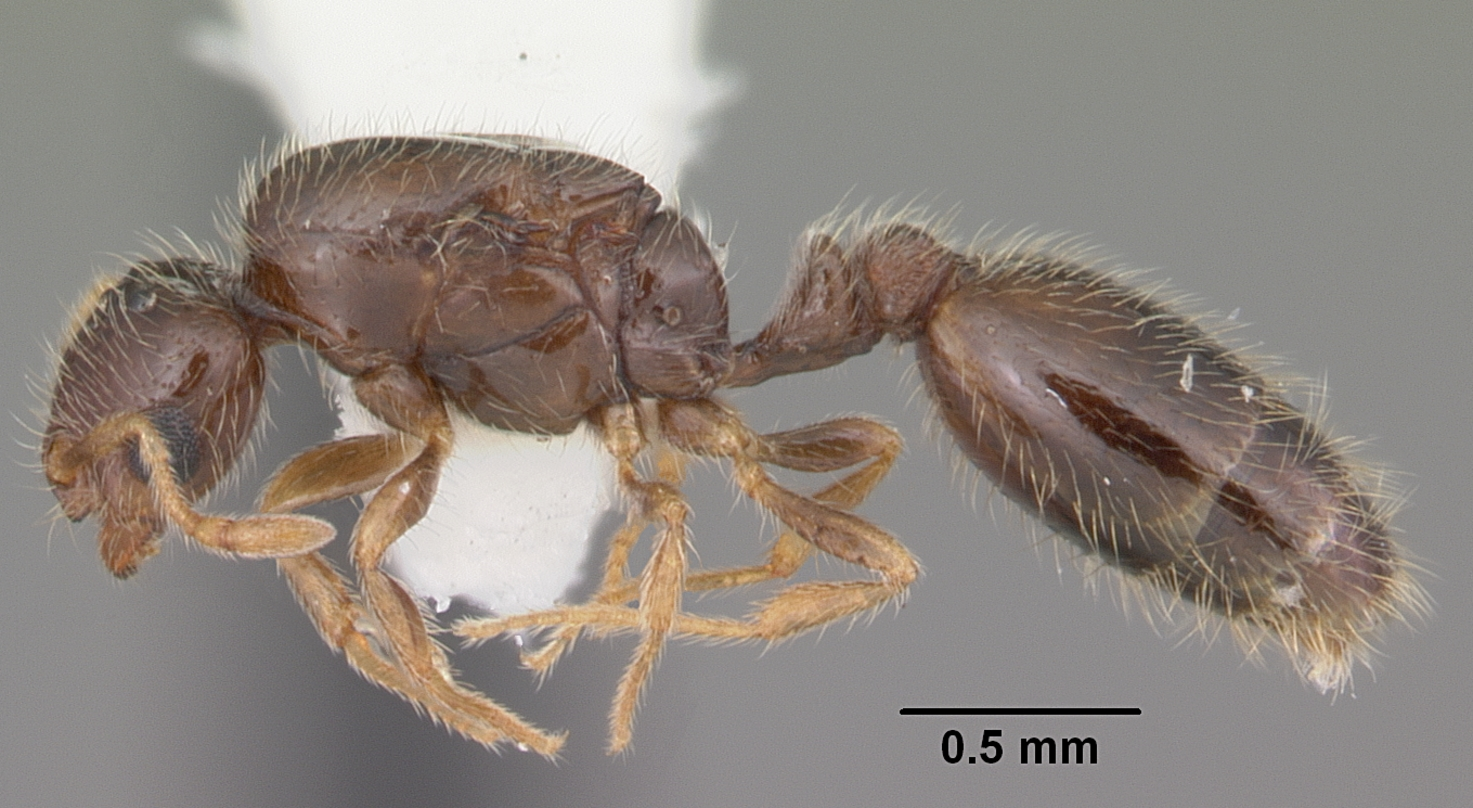
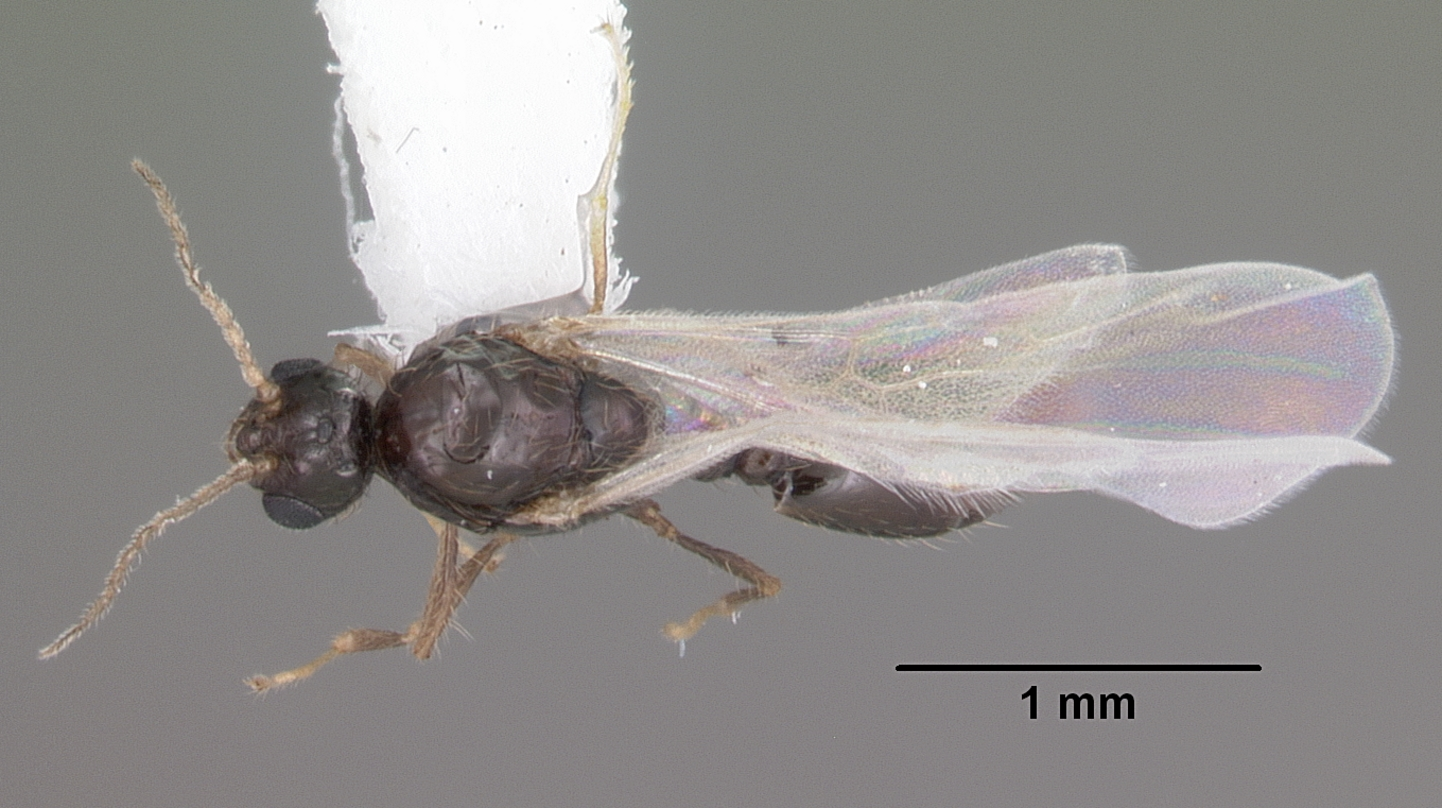
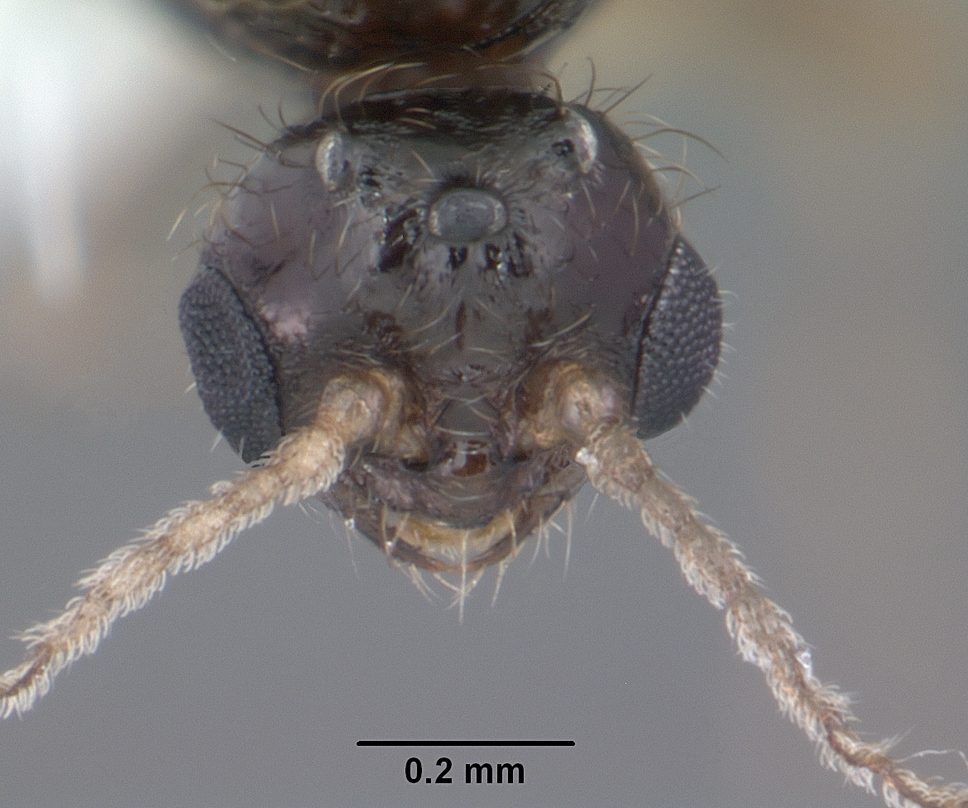